# Grand Prix Austrálie 2018
Grand Prix Austrálie 2018 (oficiálně Formula 1 2018 Rolex Australian Grand Prix) se jela na okruhu Albert Park Circuit v Melbourne v Austrálii dne 25. března 2018. Závod byl prvním v pořadí v sezóně 2018 šampionátu Formule 1.

## Kvalifikace
| Poř.                       | No. | Jezdec            | Konstruktér               | Časy v kvalifikaci | Časy v kvalifikaci | Časy v kvalifikaci | Pořadí na startu |
| Poř.                       | No. | Jezdec            | Konstruktér               | Q1                 | Q2                 | Q3                 | Pořadí na startu |
| -------------------------- | --- | ----------------- | ------------------------- | ------------------ | ------------------ | ------------------ | ---------------- |
| 1                          | 44  | Lewis Hamilton    | Mercedes                  | 1:22.824           | 1:22.051           | 1:21.164           | 1                |
| 2                          | 7   | Kimi Räikkönen    | Ferrari                   | 1:23.096           | 1:22.507           | 1:21.828           | 2                |
| 3                          | 5   | Sebastian Vettel  | Ferrari                   | 1:23.348           | 1:21.944           | 1:21.838           | 3                |
| 4                          | 33  | Max Verstappen    | Red Bull Racing-TAG Heuer | 1:23.483           | 1:22.416           | 1:21.879           | 4                |
| 5                          | 3   | Daniel Ricciardo  | Red Bull Racing-TAG Heuer | 1:23.494           | 1:22.897           | 1:22.152           | 8                |
| 6                          | 20  | Kevin Magnussen   | Haas-Ferrari              | 1:23.909           | 1:23.300           | 1:23.187           | 5                |
| 7                          | 8   | Romain Grosjean   | Haas-Ferrari              | 1:23.671           | 1:23.468           | 1:23.339           | 6                |
| 8                          | 27  | Nico Hülkenberg   | Renault                   | 1:23.782           | 1:23.544           | 1:23.532           | 7                |
| 9                          | 55  | Carlos Sainz Jr.  | Renault                   | 1:23.529           | 1:23.061           | 1:23.577           | 9                |
| 10                         | 77  | Valtteri Bottas   | Mercedes                  | 1:23.686           | 1:22.089           | Bez času           | 15               |
| 11                         | 14  | Fernando Alonso   | McLaren-Renault           | 1:23.597           | 1:23.692           |                    | 10               |
| 12                         | 2   | Stoffel Vandoorne | McLaren-Renault           | 1:24.073           | 1:23.853           |                    | 11               |
| 13                         | 11  | Sergio Pérez      | Force India-Mercedes      | 1:24.344           | 1:24.005           |                    | 12               |
| 14                         | 18  | Lance Stroll      | Williams-Mercedes         | 1:24.464           | 1:24.230           |                    | 13               |
| 15                         | 31  | Esteban Ocon      | Force India-Mercedes      | 1:24.503           | 1:24.786           |                    | 14               |
| 16                         | 28  | Brendon Hartley   | Scuderia Toro Rosso-Honda | 1:24.532           |                    |                    | 16               |
| 17                         | 9   | Marcus Ericsson   | Sauber-Ferrari            | 1:24.556           |                    |                    | 17               |
| 18                         | 16  | Charles Leclerc   | Sauber-Ferrari            | 1:24.636           |                    |                    | 18               |
| 19                         | 35  | Sergej Sirotkin   | Williams-Mercedes         | 1:24.922           |                    |                    | 19               |
| 20                         | 10  | Pierre Gasly      | Scuderia Toro Rosso-Honda | 1:25.295           |                    |                    | 20               |
| 107% času vítěze: 1:28.621 |     |                   |                           |                    |                    |                    |                  |
| Zdroj:                     |     |                   |                           |                    |                    |                    |                  |

Poznámky
1. ↑  Daniel Ricciardo obdržel trest posunu o 3 místa vzad za nedostatečné zpomalení po vyvěšení červených vlajek ve volném tréninku.
2. ↑  Valtteri Bottas obdržel trest posunu o 5 míst vzad za neplánovanou výměnu převodovky.

## Závod
| Poř.   | No. | Jezdec            | Konstruktér               | Počet kol | Čas/Odstoupení  | Pořadí na startu | Body |
| ------ | --- | ----------------- | ------------------------- | --------- | --------------- | ---------------- | ---- |
| 1      | 5   | Sebastian Vettel  | Ferrari                   | 58        | 1:29:33.283     | 3                | 25   |
| 2      | 44  | Lewis Hamilton    | Mercedes                  | 58        | +5.036          | 1                | 18   |
| 3      | 7   | Kimi Räikkönen    | Ferrari                   | 58        | +6.309          | 2                | 15   |
| 4      | 3   | Daniel Ricciardo  | Red Bull Racing-TAG Heuer | 58        | +7.069          | 8                | 12   |
| 5      | 14  | Fernando Alonso   | McLaren-Renault           | 58        | +27.886         | 10               | 10   |
| 6      | 33  | Max Verstappen    | Red Bull Racing-TAG Heuer | 58        | +28.945         | 4                | 8    |
| 7      | 27  | Nico Hülkenberg   | Renault                   | 58        | +32.671         | 7                | 6    |
| 8      | 77  | Valtteri Bottas   | Mercedes                  | 58        | +34.339         | 15               | 4    |
| 9      | 2   | Stoffel Vandoorne | McLaren-Renault           | 58        | +34.921         | 11               | 2    |
| 10     | 55  | Carlos Sainz Jr.  | Renault                   | 58        | +45.722         | 9                | 1    |
| 11     | 11  | Sergio Pérez      | Force India-Mercedes      | 58        | +46.817         | 12               |      |
| 12     | 31  | Esteban Ocon      | Force India-Mercedes      | 58        | +1:00.278       | 14               |      |
| 13     | 16  | Charles Leclerc   | Sauber-Ferrari            | 58        | +1:15.759       | 18               |      |
| 14     | 18  | Lance Stroll      | Williams-Mercedes         | 58        | +1:18.288       | 13               |      |
| 15     | 28  | Brendon Hartley   | Scuderia Toro Rosso-Honda | 57        | +1 kolo         | 16               |      |
| Ret    | 8   | Romain Grosjean   | Haas-Ferrari              | 24        | Nedotažené kolo | 6                |      |
| Ret    | 20  | Kevin Magnussen   | Haas-Ferrari              | 22        | Nedotažené kolo | 5                |      |
| Ret    | 10  | Pierre Gasly      | Scuderia Toro Rosso-Honda | 13        | Motor           | 20               |      |
| Ret    | 9   | Marcus Ericsson   | Sauber-Ferrari            | 5         | Hydraulika      | 17               |      |
| Ret    | 35  | Sergej Sirotkin   | Williams-Mercedes         | 4         | Brzdy           | 19               |      |
| Zdroj: |     |                   |                           |           |                 |                  |      |

## Průběžné pořadí po závodě
Pohár jezdců
|  | Pořadí | Jezdec           | Body |
|  | ------ | ---------------- | ---- |
|  | 1      | Sebastian Vettel | 25   |
|  | 2      | Lewis Hamilton   | 18   |
|  | 3      | Kimi Räikkönen   | 15   |
|  | 4      | Daniel Ricciardo | 12   |
|  | 5      | Fernando Alonso  | 10   |

Pohár konstruktérů
|  | Pořadí | Konstruktér               | Body |
|  | ------ | ------------------------- | ---- |
|  | 1      | Ferrari                   | 40   |
|  | 2      | Mercedes                  | 22   |
|  | 3      | Red Bull Racing-TAG Heuer | 20   |
|  | 4      | McLaren-Renault           | 12   |
|  | 5      | Renault                   | 7    |